# Khorakhanè

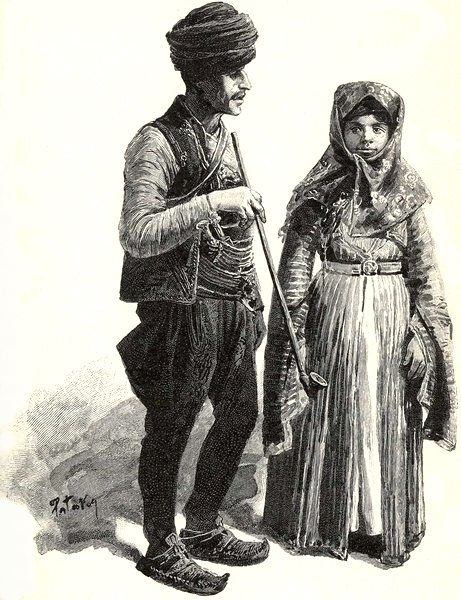
Rom musulmani in Bosnia (1900 cca)

I Khorakhanè (o Korakhanè)  sono una frangia del popolo rom di religione musulmana.

## Storia

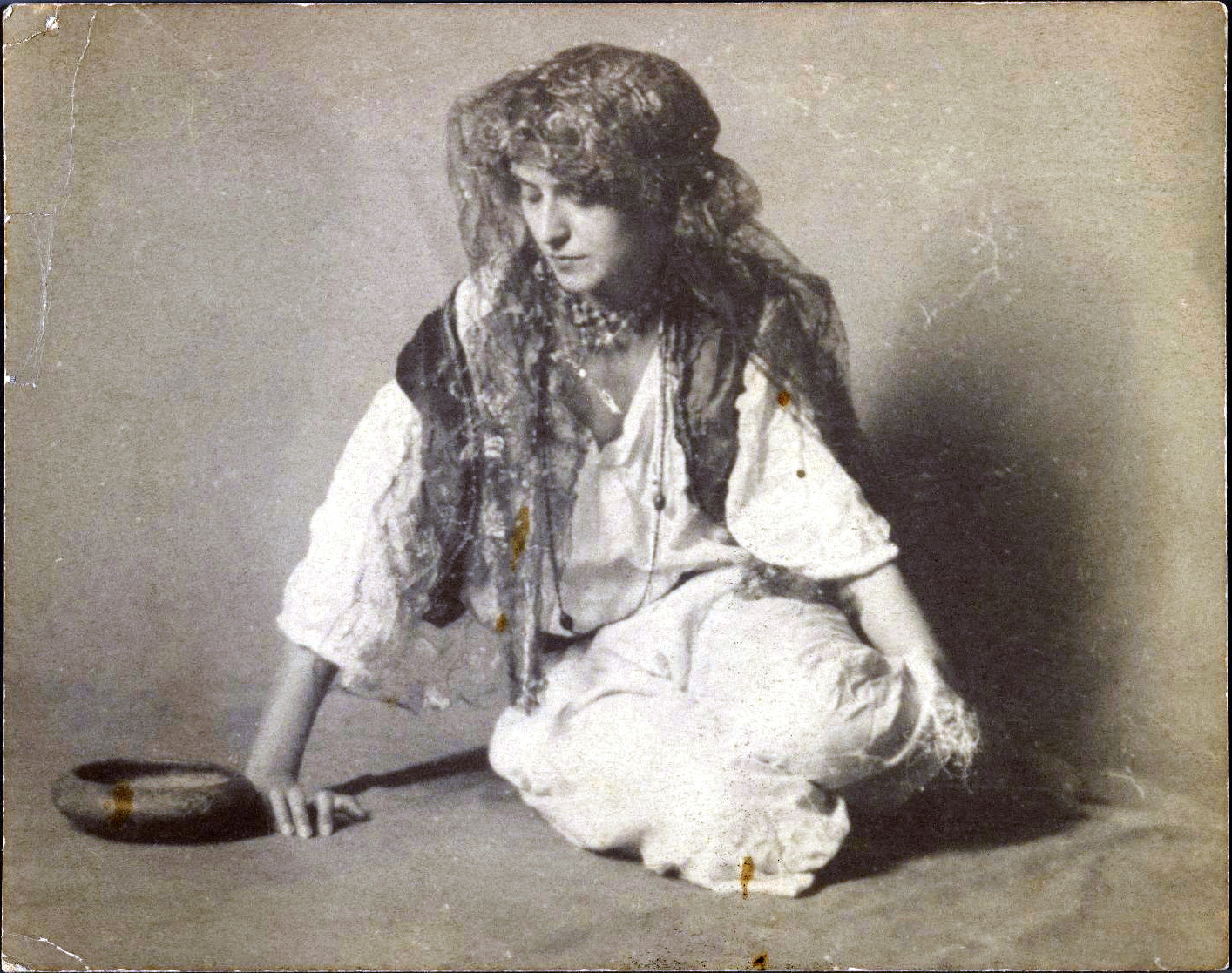
Costume di una donna Rom, 1875-1933, Brooklyn Museum

Il significato del termine "Khorakhanè" è "Portatori del Corano"; essi rappresentano il gruppo più numeroso di rom di origine non italiana presente nel Bresciano e nel resto d'Italia. Il loro arrivo è avvenuto dalla seconda metà del 1991 fino all'estate del 1993, in concomitanza con l'aggravarsi della situazione bellica nella ex Jugoslavia. 
I Rom musulmani sono persone che hanno adottato l'Islam sunnita del madhab di Hanafi, la religione predominante dei paesi ospitanti. L'Islam tra i rom è storicamente associato alla vita dei rom nell'Impero ottomano. Di conseguenza, importanti minoranze culturali di rom musulmani si trovano in Turchia (la maggior parte vive nella Tracia orientale), Bosnia ed Erzegovina, Albania, Montenegro, Kosovo, Repubblica della Macedonia del Nord, Cipro del Nord, Bulgaria (secondo le stime della metà degli anni '90, i rom musulmani nella Tracia settentrionale costituivano circa il 40% dei rom in Bulgaria), Romania (esiste un gruppo molto piccolo di rom musulmani nella regione di Dobrugia, che comprende l'1% della popolazione rom del paese)), Croazia (il 45% dei popolazione Rom del paese), Russia meridionale, Grecia (una piccola parte di rom musulmani concentrati nella Tracia occidentale) e Crimea. I Khorakhanè si trovano anche in altre parti del mondo.
Dopo il crollo dell'Impero ottomano nelle parti in cui l'Islam non è più una religione dominante, i rom musulmani hanno subito una doppia discriminazione, sia a causa dell'antiziganismo che dell'islamofobia.
I rom musulmani in tutto il Sud Europa sono chiamati dai non romanì e dai rom cristiani come Horahane Roma (scritto anche come Khorakhane, Xoraxane, Kharokane, Xoraxai, ecc.).

## Cultura di massa
Fabrizio De André ha dedicato all'intero popolo Rom una canzone, il cui testo è in parte in lingua romanì, il cui titolo è proprio Khorakhané (A forza di essere vento), inserita nell'album del 1996 Anime salve. L'ultima strofa, cantata da Dori Ghezzi nella versione in studio e da Luvi De André nelle esibizioni dal vivo, è una poesia in lingua romanì del rom Giorgio Bezzecchi.